# Charlton (North Wiltshire)
Charlton (Wiltshire, contea dell'Inghilterra sud-occidentale) è un piccolo paese e parrocchia civile del Wiltshire, tre chilometri a nord-est della cittadina di Malmesbury. La terra apparteneva all'Abbazia di Malmesbury.
La chiesa del paese risale al 1500 e il parroco è stato per un certo periodo il padre del filosofo britannico Thomas Hobbes. Il paese viene citato nel Domesday Book.